# Освіта в Ємені

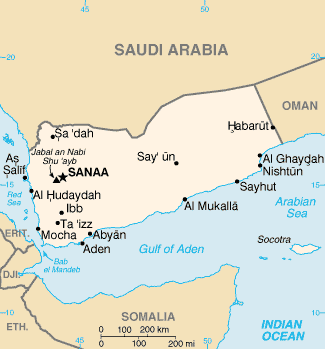

Уряд Ємену зробив розвиток системи освіти своїм головним пріоритетом. Частка бюджету, що виділяється на освіту, залишається високою протягом останнього десятиліття, і складає в середньому від 14 до 20% від загальних державних витрат, а станом на 2000 рік - 32,8 відсотка.  Витрати на освіту становлять 9,6 відсотка ВВП за 2001 рік від загальних державних витрат, а станом на 2000 рік - 32,8 відсотка.  Витрати на освіту становлять 9,6 відсотка ВВП за 2001 рік  як видно з таблиці нижче. У стратегічному баченні на наступні 25 років з 2000 року уряд зобов'язався внести значні зміни в систему освіти, тим самим зменшивши неграмотність до менш ніж 10% до 2025 року. Хоча уряд Ємену забезпечує загальну, обов'язкову, безкоштовну освіту для дітей віком від шести до 15 років, Державний департамент США повідомляє, що обов'язкове відвідування не виконується. Країна посіла 150 місце із 177 в Індексі людського розвитку 2006 року та 121 із 140 країн за Індексом гендерного розвитку (2006 ).   У 2005 році 81 відсоток шкільного віку Ємену було зараховано до початкової школи; кількість жінок становила 74 відсотки. У 2005 році близько 46 відсотків населення шкільного віку було зараховано до середньої школи, зокрема лише 30 відсотків жінок, які мають право на навчання. Країна все ще намагається забезпечити необхідну інфраструктуру. Шкільні засоби та навчальні матеріали мають низьку якість, аудиторій занадто мало, а викладацький склад недостатній.
Source:Світовий банк

## Історія освіти

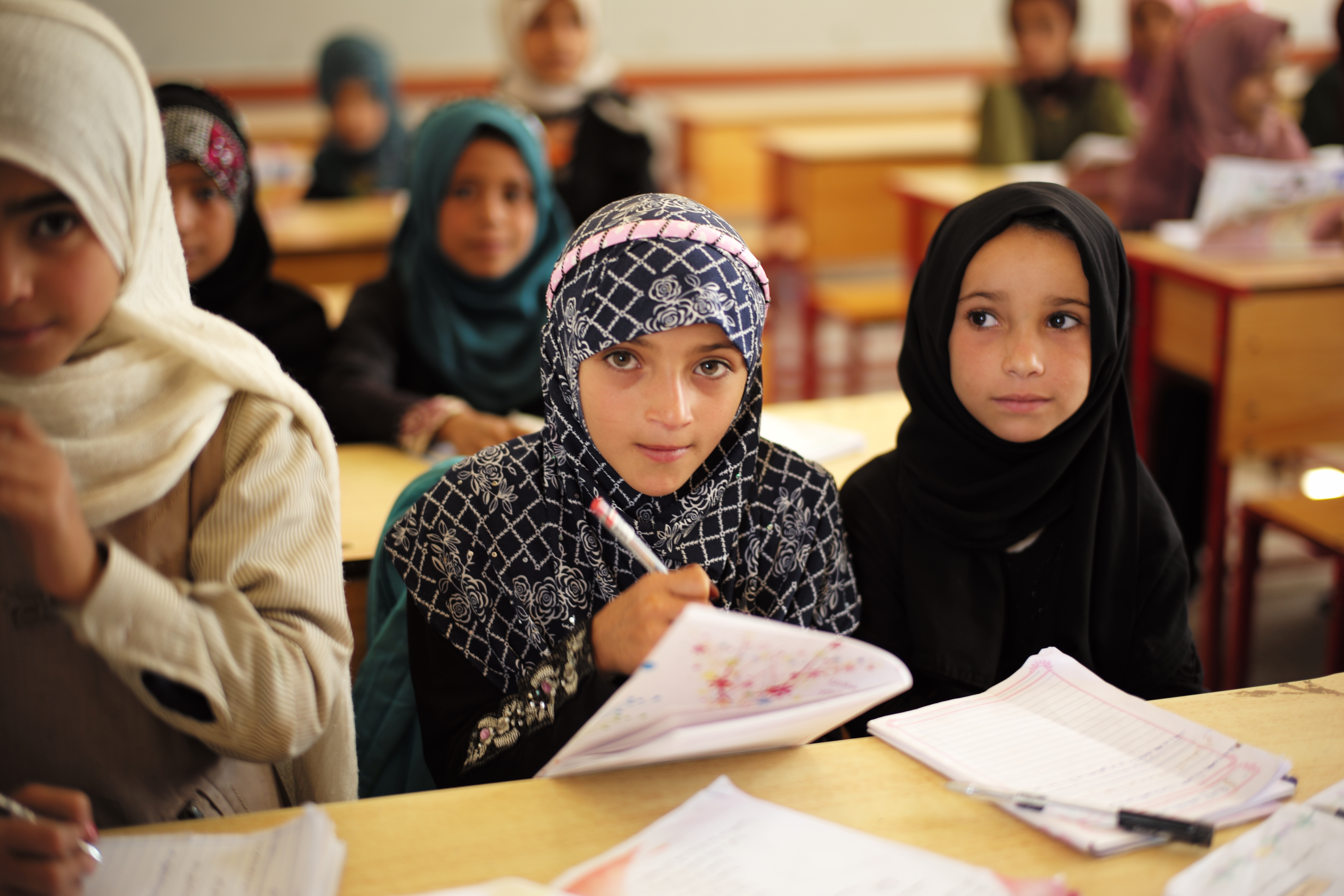
Дівчата в школі, Сана, 2013

Відповідно до Стратегічного документу щодо зменшення бідності в Ємені 2002 р., Основна освіта все ще не може забезпечити всіх дітей шкільного віку (6-14 років).  Рівень зарахування до початкових шкіл Ємену зріс з 73 до 87% для чоловіків і з 28 до 63% для жінок у період з 1991 по 2004 рік.  Основними освітніми проблемами в Ємені є слабка система освіти, розповсюдженість населення, недостатнє державне фінансування, відсутність інституційного потенціалу, необхідного для ефективного надання базових освітніх послуг, а також потреба дітей працювати для підтримки своїх сімей є основними факторами, які стримують дітей від відвідування шкіл. Також існують соціальні фактори, що сприяють стримуванню дітей та дівчат, зокрема, від відвідування школи, наприклад, велика відстань до школи, відсутність транспорту та одностатеві школи в сільській місцевості, низький рівень підготовки та кваліфікації вчителів, прогалини в зарахуванні між хлопчиками та дівчатками, слабкий інституційний потенціал від міністерства до шкільного рівня та низька участь громади 
Зусилля уряду щодо розвитку освіти розпочалися в 1962 році, коли була створена Єменська Арабська Республіка. Протягом 1970-х років в Ємені спостерігалося розширення базової освіти. Однак між Північчю та Півднем була певна розбіжність, і вони адаптували дуже різні освітні політики до їхнього об'єднання в 1990 році. Традиційно Північний Ємен був значно закритим суспільством, і освіта обмежувалася лише релігійними школами, де діти запам'ятовували Коран , або школами на базі місцевих ініціатив. Однак не всі діти могли мати доступ до цих шкіл, більшість учнів були хлопчиками, а дівчат було  мало.
Розвиток освіти в Південному Ємені розпочався в 1967 році після відходу Британії. Під час британської окупації Півдня освіта була доступна лише в Адені . Початкові та середні школи існували в кожному маленькому селищі Steamer Point, Crater, Shaikh Othman тощо. В Хормаксарі була лише одна середня школа для дівчат, а в Crater і Steamer Point були дві приватні школи.
Протягом 1970-х років для нової республіки було складено кілька освітніх планів, і освітня ситуація Півдня стала на рівні з Північчю. Система освіти на півночі адаптувалась 6-3-3 (6 років початкової школи, 3 роки підготовчої, 3 роки середньої). Південь також адаптував ту саму систему освіти; проте вона змінилася на 8-4 (8 років інтегрована школа, 4 роки середня школа).  Середня освіта мала вибір академічної, професійно-технічної, технічної чи педагогічної освіти.
Після об’єднання Північного та Південного Ємену в 1990 році ці дві системи освіти були об'єднані в єдину систему, і 9-3 (9 років базової освіти, 3 роки середньої освіти) були адаптовані. Поряд із цим, присвоєння коштів було розподілено на наукові та літературні доріжки у 11 та 12 класах.  Об'єднаний Ємен зіткнувся з кількома освітніми проблемами, такими як відсутність бюджету на освіту, відсутність керівництва уряду, відсутність єменських вчителів, перенаселеність та неефективність управління. Того ж року, коли відбулося об'єднання у Джомтьені, Таїланд , відбулася Всесвітня конференція з питань освіти для всіх . У відповідь на цю конференцію Міністерство освіти Ємену розробило декілька національних освітніх стратегій при співпраці Світового банку та країн-донорів.

## Система управління освітою
Є кілька міністерств, які керують системою освіти на різних рівнях. Загальна освіта перебуває під відомством Міністерства освіти (МОН). Професійними училищами та коледжами громади керує Міністерство технічної освіти та професійної підготовки (MoTEVT). Вища освіта регулюється Міністерством вищої освіти та наукових досліджень . Існує також невеликий приватний сектор , що становить 2% від базового та середнього кожен і 15% університетських учнів на 2005 рік 
Уряд Ємену субсидував державні школи на всіх рівнях. Більша частина збільшення видатків у галузі освіти припадає на середню освіту. Це збільшення витрат призвело до більшого розширення освітніх послуг. З 250 000 студентів у 1970 році в базовій освіті зараз налічується близько 4,3 мільйонів студентів. Крім того, між 1996 та 2004 роками кількість студентів на середньому рівні зросла з 324 000 до 595 000 студентів та на рівні університету з 104 000 до 201 000 студентів. 
Нещодавно уряд Ємену розпочав навчання з метою поліпшення комунікації та координації політики між трьома міністерствами, щоб мати більш інтегроване бачення освіти. Уряд також працював у співпраці з урядами Нідерландів, Німеччини та Великої Британії, а також з організаціями з багатьма донорами, такими як Світовий банк, DFID та CIDA, щоб здійснити значні вдосконалення в системі освіти на всіх рівнях.

## Основна освіта

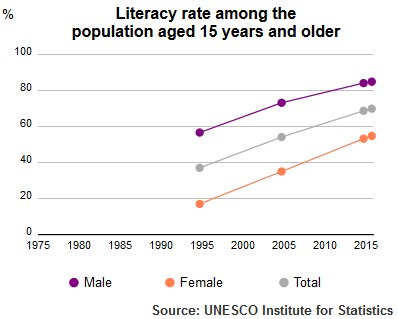

У Ємені базова освіта включає 9 років базової обов'язкової освіти для дітей віком від 6 до 14 років. Уряд розробив Національну стратегію розвитку базової освіти у 2003 році, яка спрямована на забезпечення освіти 95% єменських дітей у віці від 6 до 14 років, а також зменшити розрив між чоловіками та жінками у містах та сільській місцевості. 

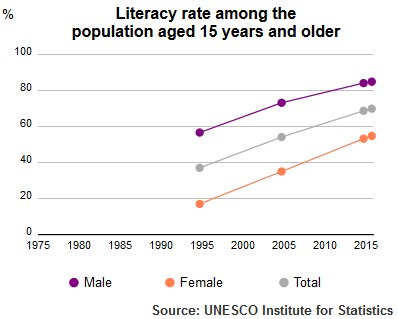
Literacy Rate of Yemen population plus15 1995-2015 by UNESCO Institute of Statistics

#### Програма розширення базової освіти (BEEP)
Починаючи з 1997 року, Світовий банк та Міністерство освіти почали вивчати сучасну освітню ситуацію в Ємені та розробляти стратегії для розширення базової освіти. Після тривалої дискусії Світовим банком вона була визнана Програмою розширення базової освіти (BEEP) та реалізована приблизно з 60 мільйонами доларів США. Ця програма спеціально спрямована на збільшення кількості сільських дівчат у перші шість років базової освіти шляхом поліпшення доступу, якості та нарощування потенціалу BEEP досяг успіху, і пілотний проєкт поширився на всі 20 губернаторів.

#### проєкт розвитку базової освіти (BEDP)
У серпні 2000 року Світовим банком була затверджена Програма розвитку базової освіти (BEDP), яка була подальшим кроком та розширенням Програми розширення базової освіти (BEEP). Він впроваджується у співпраці DFID та Нідерландів з червня 2004 року. BEDP передбачає будівництво та реабілітацію шкіл (1-9 класи), включаючи туалети, гігієнічні засоби для миття рук та питної води, прикордонні стіни та лабораторії та закупівлі лабораторного обладнання (включаючи хімічні матеріали) для 1-9 класів. BEDP має на меті реалізацію планів у всіх органах влади, тоді як діяльність BEDS (Стратегія розвитку базової освіти) була зосереджена у чотирьох конкретних органах влади. Розмір цього спільного проєкту (BEDP) становить 120 мільйонів доларів США та основний склад BEDS. У листопаді 2006 року EKN та DFIDпідписав Цільовий фонд технічної допомоги. Цей фонд був виділений на підтримку операцій BEDP, таких як підготовчі проєкти для середньої освіти дівчат та підготовка проєкту  професійного навчання, ініційованого Світовим банком.

#### Стратегія розвитку базової освіти (BEDS)
У 2002 році уряд розробив національну стратегію розвитку базової освіти (BEDS) за підтримки різних партнерів з розвитку та зацікавлених сторін. [13] Спочатку цей проєкт реалізовувався спочатку у чотирьох районах губернатора Сани та розширювався до 50% районів губернаторів Сани, Амрану, Махвета та Аль-Далеа у 2002 році. Пізніше він був розширений на всі 61 округи чотирьох губернаторів. [14] BEDS мали наступні цілі; підвищення рівня зарахування до 95% до 2015 року, поліпшення якості викладання, вдосконалення навчальних програм, реформа адміністрації школи, вдосконалення управління фондами, децентралізація управління освітніми послугами, розширення доступності шкільного простору для дівчат, використання недостатньо використовуваного простору в класі, заснування подвійних зміни, побудова нових шкіл на основі шкільного картографування, посилення участі громади. [15] Уряд провів низку консультативних зустрічей та семінарів з цивільними зацікавленими сторонами з метою формування власності серед громадян. У зустрічах взяли участь понад 400 громадян чоловічої та жіночої статі, які були представниками Жіночого комітету, Педагогічного союзу та Рад батьків та студентів як центрального, так і місцевого рівнів. [13] Моніторинг впровадження BEDS здійснювався Міжвідомчим керівним комітетом (ISC) та керувався Технічною групою (TT). Технічна група також відповідала за регулярну координацію з громадою донорів. Відповідальність за фактичну діяльність та впровадження BEDS несе Міністерство освіти, де облік влади та організації на децентралізованому рівні. [16] [15] Уряд провів низку консультативних зустрічей та семінарів з цивільними зацікавленими сторонами з метою формування власності серед громадян. У зустрічах взяли участь понад 400 громадян чоловічої та жіночої статі, які були представниками Жіночого комітету, Педагогічного союзу та Рад батьків та студентів як центрального, так і місцевого рівнів. [13] Моніторинг впровадження BEDS здійснювався Міжвідомчим керівним комітетом (ISC) та керувався Технічною групою (TT). Технічна група також відповідала за регулярну координацію з громадою донорів. Відповідальність за фактичну діяльність та впровадження BEDS несе Міністерство освіти, де облік влади та організації на децентралізованому рівні. [16] [15] Уряд провів низку консультативних зустрічей та семінарів з цивільними зацікавленими сторонами з метою формування власності серед громадян. У зустрічах взяли участь понад 400 громадян чоловічої та жіночої статі, які були представниками Жіночого комітету, Педагогічного союзу та Рад батьків та студентів як центрального, так і місцевого рівнів. [13] Моніторинг впровадження BEDS здійснювався Міжвідомчим керівним комітетом (ISC) та керувався Технічною групою (TT). Технічна група також відповідала за регулярну координацію з громадою донорів. Відповідальність за фактичну діяльність та впровадження BEDS несе Міністерство освіти, де облік влади та організації на децентралізованому рівні. [16] У зустрічах взяли участь понад 400 громадян чоловічої та жіночої статі, які були представниками Жіночого комітету, Педагогічного союзу та Рад батьків та студентів як центрального, так і місцевого рівнів. [13] Моніторинг впровадження BEDS здійснювався Міжвідомчим керівним комітетом (ISC) та керувався Технічною групою (TT). Технічна група також відповідала за регулярну координацію з громадою донорів. Відповідальність за фактичну діяльність та впровадження BEDS несе Міністерство освіти, де облік влади та організації на децентралізованому рівні. [16] У зустрічах взяли участь понад 400 громадян чоловічої та жіночої статі, які були представниками Жіночого комітету, Педагогічного союзу та Рад батьків та студентів як центрального, так і місцевого рівнів. [13] Моніторинг впровадження BEDS здійснювався Міжвідомчим керівним комітетом (ISC) та керувався Технічною групою (TT). Технічна група також відповідала за регулярну координацію з громадою донорів. Відповідальність за фактичну діяльність та впровадження BEDS несе Міністерство освіти, де облік влади та організації на децентралізованому рівні. [16] [13] Моніторинг впровадження BEDS здійснювався Міжвідомчим керівним комітетом (ISC) та керувався Технічною групою (TT). Технічна група також відповідала за регулярну координацію з громадою донорів. Відповідальність за фактичну діяльність та впровадження BEDS несе Міністерство освіти, де облік влади та організації на децентралізованому рівні. [16] [13] Моніторинг впровадження BEDS здійснювався Міжвідомчим керівним комітетом (ISC) та керувався Технічною групою (TT). Технічна група також відповідала за регулярну координацію з громадою донорів. Відповідальність за фактичну діяльність та впровадження BEDS несе Міністерство освіти, де облік влади та організації на децентралізованому рівні. [16]
На реалізацію BEDS значно вплинули такі економічні ситуації, як падіння цін на нафту, збиток сільського господарства через посуху та зниження зовнішньої підтримки. Коли ці основні ресурси національної економіки були завдані шкоди, економіка Ємену не володіла спроможністю продовжувати реалізацію плану. [17] У 2004 році між Урядом Ємену та Світовим банком, ЮНІСЕФ , СПП , МОП , ЮНЕСКО було підписано Декларацію про партнерство щодо впровадження BEDS., уряди Німеччини, Великої Британії, Нідерландів, Франції, ЄС. [18] Метою цієї Декларації є гармонізація стратегій та ефективний розподіл усіх державних та донорських ресурсів для базової освіти. Завдяки цьому партнерству впровадження BEDS набуло сильних спонсорів і продемонструвало неабиякий прогрес. [16]

#### EFA-Fast Track Initiative (FTI)
Після саміту G8 у червні 2002 р. Ємен був запрошений взяти участь у ініціативі "Освіта для всіх: швидкі треки" (EFA: FTI). FTI був започаткований у квітні 2002 року як глобальне партнерство між донорами та країнами, що розвиваються, для прискорення Цілей розвитку тисячоліття для освіти в 2015 році. Ємен стикається зі швидким збільшенням кількості населення та потребує додаткових коштів для розширення своєї освітньої стратегії. Уряд розробив пропозицію щодо ПІІ на основі Стратегії розвитку базової освіти (BEDS) та Програми стратегії зменшення бідності у співпраці Світового банку. Ця пропозиція була розглянута в жовтні 2002 року в Брюсселі та була схвалена на донорській нараді, яка відбулася в Парижі в 2003 році. Через рік десять мільйонів доларів США були передані уряду як каталітичний фонд. FTI підтримував базову освіту в основному в губернаторах Аль-Байди, Дхамара, Ходейди і Хаджі, і частина цього гранту була виділена губернаторам Аль-Джуфа, Шабови та Лахея. Цільові групи були створені для зміцнення та сприяння реалізації уряд та донори. Міністерство освіти просувало політику реформ, дотримуючись рам FTI, і ретельно стежило за моніторингом, якістю та ефективністю надання послуг. Міністерство освіти також займалося адміністративною реформою та зміцнювало відносини з місцевою владою. Вищі технічні службовці Міністерства освіти та посадові особи місцевого самоврядування провели кілька семінарів з приводу виділення фонду FTI. У центральному міністерстві та місцевому управлінні освіти створено комітет заступників міністрів для розбудови потенціалу у сфері управління освітою та розробки політики серед адміністративного персоналу. Залучення представників органів місцевого самоврядування сприяло відтворенню їх голосу у прийнятті політики і принесло їм серйозний стимул для виконання плану. та ефективність надання послуг. Міністерство освіти також займалося адміністративною реформою та зміцнювало відносини з місцевою владою. Вищі технічні службовці Міністерства освіти та посадові особи місцевого самоврядування провели кілька семінарів з приводу виділення фонду FTI. У центральному міністерстві та місцевому управлінні освіти створено комітет заступників міністрів для розбудови потенціалу у сфері управління освітою та розробки політики серед адміністративного персоналу. Залучення представників органів місцевого самоврядування сприяло відтворенню їх голосу у прийнятті політики і принесло їм серйозний стимул для виконання плану. та ефективність надання послуг. Міністерство освіти також займалося адміністративною реформою та зміцнювало відносини з місцевою владою. Вищі технічні службовці Міністерства освіти та посадові особи місцевого самоврядування провели кілька семінарів з приводу виділення фонду FTI. У центральному міністерстві та місцевому управлінні освіти створено комітет заступників міністрів для розбудови потенціалу у сфері управління освітою та розробки політики серед адміністративного персоналу. Залучення представників органів місцевого самоврядування сприяло відтворенню їх голосу у прийнятті політики і принесло їм серйозний стимул для виконання плану. Вищі технічні службовці Міністерства освіти та посадові особи місцевого самоврядування провели кілька семінарів з приводу виділення фонду FTI. У центральному міністерстві та місцевому управлінні освіти створено комітет заступників міністрів для розбудови потенціалу у сфері управління освітою та розробки політики серед адміністративного персоналу. Залучення представників органів місцевого самоврядування сприяло відтворенню їх голосу у прийнятті політики і принесло їм серйозний стимул для виконання плану. Вищі технічні службовці Міністерства освіти та посадові особи місцевого самоврядування провели кілька семінарів з приводу виділення фонду FTI. У центральному міністерстві та місцевому управлінні освіти створено комітет заступників міністрів для розбудови потенціалу у сфері управління освітою та розробки політики серед адміністративного персоналу. Залучення представників органів місцевого самоврядування сприяло відтворенню їх голосу у прийнятті політики і принесло їм серйозний стимул для виконання плану. Уряд збільшив державні витрати на базову освіту та виділив частку 17,2% державних витрат у 2003 році та 16,97% у 2004 році, що становить близько 4,5% ВВП.
Загальноосвітні школи зросли з приблизно 9930 шкіл у 2000 р. До 10293 шкіл у 2002 р. Та 10684 у 2004 р. Кількість аудиторій також показала збільшення з 97 462 аудиторій у 2003 р. До 98329 у 2004 р. Зокрема, понад дві третини кількості шкіл і класні кімнати, включаючи приватні школи, були побудовані в сільській місцевості. Підвищенню валового показника школярів сприяє особливе врахування, наприклад, звільнення від шкільного збору або шкільних програм годування дітей із бідних сімей. Ці програми підтримали 106 169 дівчат у 1272 школах. У 2004 році існувало сухе харчування, і до цієї послуги було включено 248 244 дівчат базового рівня.
Ці проєкти сприяли покращенню рівня зарахування на рівень базової освіти (6–14 років) до 72% для хлопців та 42% для дівчаток у 1999 році [21]. У 2004 році рівень зарахування збільшився до 87% для хлопців і 63% для дівчаток. У Ємені лише близько третини (36%)  дітей, які працюють від 10 до 14 років відвідують школу, порівняно з 58% дітей, які не працюють. Це навіть нижче для дівчат. Утримання дівчат на рівні базової освіти є головною проблемою; з кожних 100 дівчат, які вступають до базової освіти в 1 класі, лише 25% закінчать 9 клас, тим самим обмежуючи споживання на вторинному рівні. 

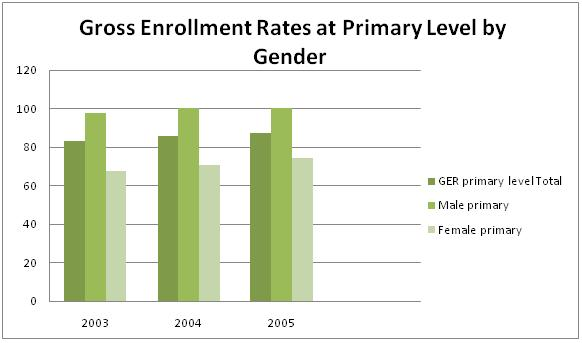

Source:Світовий банк

### Середня освіта
Після закінчення  дев’яти років початкової освіти студенти отримують атестат середньої школи та відвідують середню школу протягом трьох років. Окрім звичайних середніх шкіл, в яких готуються до університету, середні технічні школи, центри професійної підготовки, школа ветеринарної підготовки, Інститут підготовки кадрів з охорони здоров’я та декілька сільськогосподарських середніх шкіл. Є і ісламські школи, і приватні школи. У звичайних загальноосвітніх школах студенти приймають загальну навчальну програму протягом першого курсу, після чого студентам надається вибір або наукової, або літературної доріжки. Наприкінці третього курсу студенти здають іспити, а студентам, які здають іспит, видається «Аль Танавія» (свідоцтво про загальну середню освіту). У 1999-2000 навчальному році було 439 129 хлопчиків і 324,
Система середньої школи все ще потребує належного управління. Лише 21% шкіл мають понад 180 учнів (13% сільських та 47% міських шкіл), що є мінімальною кількістю учнів, необхідних для того, щоб мати життєздатну середню школу, яка пропонує два обов'язкові навчальні програми. Також лише 27% шкіл пропонували два паралельні потоки у 11 та 12. класах. Забезпечення освіти приватним сектором також не є життєздатним варіантом через надмірні регуляторні бар'єри, що обмежують приватне фінансування. Тоді розгортання вчителів також є неефективним. Є кілька шкіл із надлишком кількості вчителів певних предметів, хоча в інших школах може бути дефіцит викладачів тих самих предметів. У системі освіти також відсутня формальна програма розвитку професійного навчання. В додаток, у різних міністерств немає координації щодо розвитку вчителя. Щороку близько 15 000 студентів із викладачами закінчують університети. З цих 6000-7000 викладачів наймаються переважно на базову освіту.
Валовий рівень зарахування до середньої освіти в Ємені становить 45,6 відсотка у 2005 році. Середній показник регіонів країн Близького Сходу та Північної Африки становить 73,4 відсотка. Дівчатка коштують гірше, ніж хлопці, особливо в сільській місцевості. У 2006 р. Коефіцієнт чистої відвідуваності середніх шкіл NAR становив 60,4% для чоловіків 55,7% для жінок, з різницею 17 відсоткових різниць між міськими та сільськими НАР для чоловіків та 25,9 відсоткових різниць у жінок. 
У липні 2007 року Кабмін затвердив Національну стратегію загальної середньої освіти (НГСЕС), яка мала на меті забезпечити якісну середню освіту для переходу до вищої освіти та ринку праці справедливим та економічно ефективним способом. Ця стратегія буде працювати над зменшенням гендерної та географічної нерівності у здобутті середньої освіти.

### Університетська освіта
Університетська освіта триває 4 роки, за винятком інженерії та медицини, що вимагає відповідно 5 - 6 років. У Сані , Адені , Ходейді, Таїзі , Іббі, Дамарі та Хадрамауті (Мукалла) є 7 державних університетів та 5 приватних університетів та релігійних університетів. Крім того, є два громади коледжів у Сані та Адені. У державних університетах кількість відвідувачів становить близько 174 000 в 2005/06 р., А в приватних університетах - близько 12 000 (2005/06). 
Результати іспитів на Thanawiya дуже важливі для вступу до університету, і необхідний бал змінюється залежно від кожного викладача. Відсоток, який здобуває університетську освіту, становить менше 10 відсотків.
У 2001 році Міністерство вищої освіти та наукових досліджень було створене для задоволення попиту на соціальний розвиток. Щороку близько 300-400 студентів, які прагнуть до високої якості освіти, виїжджають за кордон на навчання. США, Велика Британія та інші європейські країни та Індія є популярними країнами вищої освіти. Національна стратегія вищої освіти 2006 р. Також має на меті забезпечити декілька напрямків у галузі освіти. 

До вищої освіти в Ємені ще належить довгий шлях, незважаючи на високі інвестиції на цей рівень, співвідношення співробітників і студентів не сприятливе, обладнання та навчальні ресурси дуже погані; високий прогул серед професорів; відсутність систематичного процесу перегляду та оновлення навчальних програм; дефіцит лабораторій та комп'ютерів для студентів-інженерів. Також існує потреба у децентралізованій системі використання коштів. 

### Технічна освіта та професійне навчання (TEVT)
Існують курси для TEVT на рівні після базового та після другорядного рівня. Уряд докладає зусиль для розширення TEVT на різних рівнях; тим не менше, вона все ще порівняно невелика, і складає лише один із 200 студентів усіх рівнів та кожен восьмий випускник вищого рівня. Також менше одного відсотка студентів TEVT - жінки. Приватний сектор також дуже малий і обмежений пропонуванням певних типів програм навчання та підвищення кваліфікації. Система TEVT також є жорсткою, оскільки більшість студентів, які здобувають середню освіту, не пропонують жодних курсів навіть у коледжах чи університетах. Тоді єдиний варіант вищої освіти, доступний цим випускникам TEVT, - це продовження до трьох років після середньої освіти. 

Необхідно розширити ряд можливостей працевлаштування в країні із посиленням публічної та приватної співпраці. Крім того, TEVT має надаватися виходячи з поточного попиту на ринку праці, а не більше орієнтуватися на пропозиції. Нове міністерство намагається вдосконалити свою систему управління, щоб бути ефективнішою завдяки Національній стратегії професійної та технічної освіти. 

## Зростання безробіття
Безробіття є основною проблемою, яку потрібно вирішити, коли населення зростає, а система освіти бореться в ногу з новими потребами на ринку праці. У 1999 р. Рівень безробіття серед молоді становив 18,7, а як і в інших країнах Близького Сходу та Північної Африки, рівень безробіття серед жінок з вищою освітою також був дуже високим. За підрахунками, через відсутність обстеження робочої сили з 1999 року кількість безробітних може зрости до мільйона в 2006 році  що становить близько 16,5% робочої сили.  that is about 16.5% of labor force.
Відсутність навичок робочої сили також є однією з головних проблем, зазначених у Doing Business 2009, для приватних компаній щодо створення бізнесу в Ємені. 

## Освіта для дівчат
Рівень зарахування дівчат до Ємену є найнижчим у країнах Близького Сходу, і існує велика невідповідність між хлопчиками та дівчатами, а також між міською та сільською територією. Низька участь дівчат в освіті пояснюється декількома соціокультурними факторами. Традиція раннього шлюбу в сільській місцевості перешкоджає навчанню дівчат і призводить до високих показників виходу з школи. Чистота дівчат має велике значення у сільській місцевості; тому батьки не бажають відправляти дівчат у змішані гендерні школи. Також негативне соціальне ставлення до освіти дівчат та брак вчителів сприяють низькій кількості жінок

Обмежена кількість шкіл, можливості працевлаштування, перенаселеність та низька якість освіти відштовхують сім'ї від направлення своїх дівчат до школи. Крім того, консервативне ставлення вчителів-чоловіків до дівчат, віддаленість від шкіл у сільській місцевості, відсутність книг та навчальних матеріалів та фінансові обмеження батьків обмежують можливості дівчат до навчання. 

## Грамотність
За даними Організації Об'єднаних Націй , рівень грамотності для дорослих у Ємені в 2007 році становить 40,5 відсотка для жінок та 77 відсотків для чоловіків. Загальний рівень грамотності для населення віком від 15 років і старше становив 49 відсотків. Покращився рівень грамотності з 37,1 відсотка в 1994 році до 58,9 відсотка в 2007 році.  Для порівняння, серед країн з низьким рівнем доходу рівень грамотності серед дорослих становить приблизно 60 відсотків.